# Laura Postma

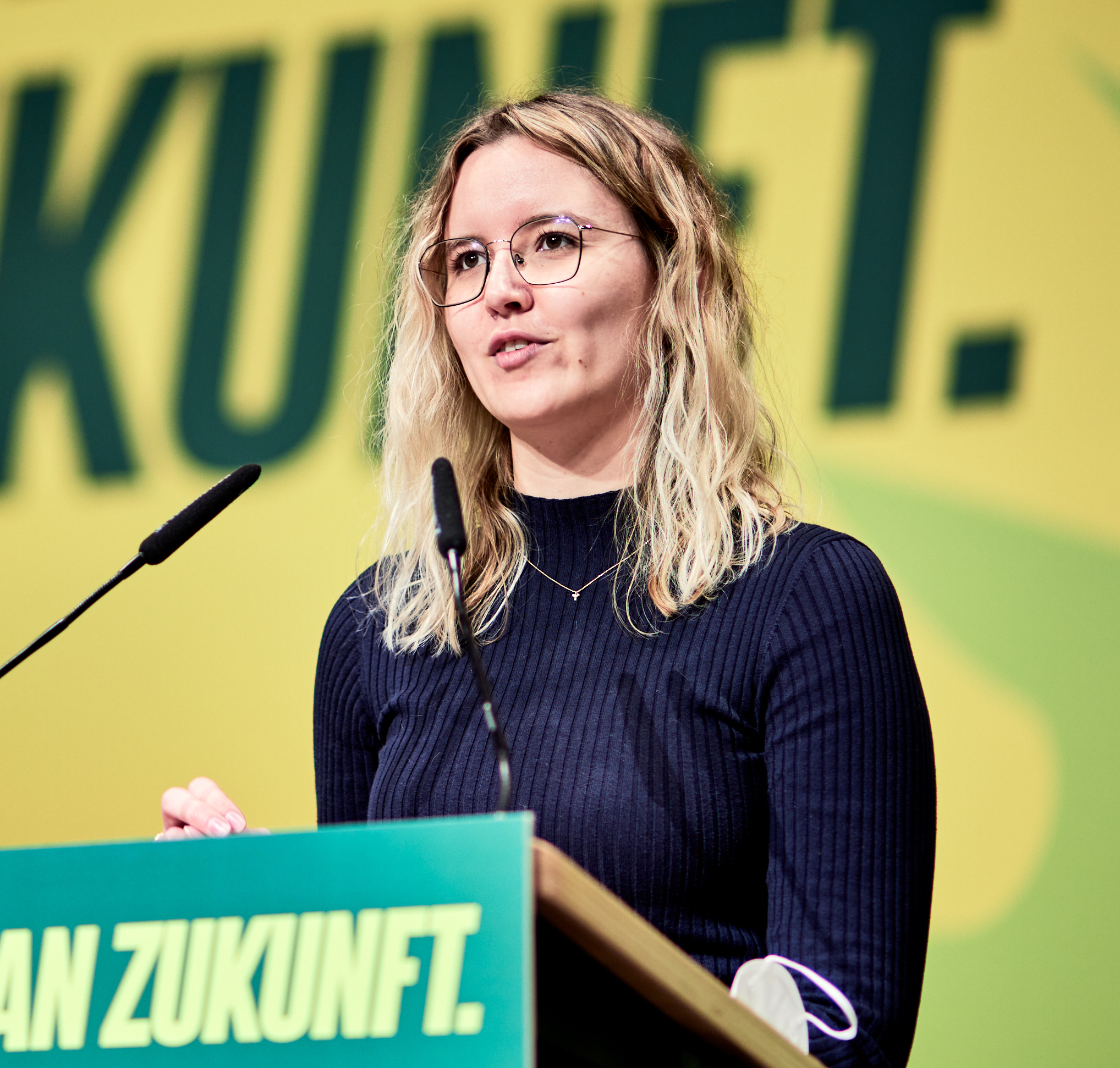
Laura Postma bei der Landesdelegiertenkonferenz der Grünen NRW in Siegen (2021)

Laura Postma (* 9. November 1993 in Aachen als Laura Polz) ist eine deutsche Politikerin (Bündnis 90/Die Grünen). Sie ist seit 2022 Abgeordnete im Landtag von Nordrhein-Westfalen.

## Leben
Laura Postma wuchs in Herzogenrath auf und besuchte das Heilig-Geist-Gymnasium in Würselen mit Abitur 2012. Ihr Studium führte sie in die Niederlande, dort erhielt sie 2016 an der Universität Maastricht einen Abschluss als Master in Arbeits- und Organisationspsychologie. Danach war sie im Personalwesen tätig.

## Partei und Politik
Laura Postma ist seit 2019 Mitglied von Bündnis 90/Die Grünen und seit Beisitzerin im Aachener Kreisvorstand ihrer Partei. Bei der Kommunalwahl 2020 erhielt sie ein Mandat im Stadtrat von Herzogenrath und wurde Mitglied im Städteregionstag Aachen.
Bei der Landtagswahl in Nordrhein-Westfalen 2022 erhielt sie ein Abgeordnetenmandat im Landtag von Nordrhein-Westfalen. In den Landtag zog sie über die Landesliste ihrer Partei ein.